# Setge de València (1364)
El Setge de València de 1364 fou un dels episodis de la Guerra dels dos Peres.

## Antecedents
El 1356 va esclatar la guerra dels Dos Peres entre les corones de Castella i Aragó, en la que es combinava la reclamació castellana de les comarques del Regne de Múrcia incorporades per Jaume el Just, i l'hegemonia peninsular.
Pere I de Castella, coneixedor dels pactes de Pere el Cerimoniós amb Carles II de Navarra i Enric de Castella, va incomplir la Pau de Morvedre i va penetrar el 1364 pel sud del regne de València, i apoderant-se d'Alacant, Elda, Gandia i altres castells, mantenint-se només Oriola, que pogué ser abastida pel Cerimoniós, va quedar en mans de la Corona d'Aragó, tot i que el sobirà aragonès hagué de tornar a Tortosa en no poder mantenir les tropes.

## El setge
Pere I de Castella va arribar fins i tot l'horta de València, assetjant la ciutat, que aconseguia ser escassament abastida per les sis galeres d'Olf de Pròixida. A finals d'abril va poder reunir 3.000 cavallers i 16.000 infants a Castelló i el 27 d'abril va sortir de Borriana,
Amb l'atac per terra de Pere el Cerimoniós el 28 d'abril, protegits per la flota d'Olf de Pròixida, els castellans es van retirar a Morvedre.

## Conseqüències
Es produeix entre els dos monarques un intercanvi de cartes de desafiament, però mai no va arribar a produir-se, ja que Pere el Cerimoniós exigia que Pere I de Castella acudís al camp d'El Grau, mentre el castellà el citava davant els murs de Morvedre.
La flota castellana va intentar atacar la catalana que estava estacionada a Cullera, però un temporal va evitar l'atac i va malmetre l'estol atacant, però el monarca castellà va prendre Oriola el 7 de juny de 1365 i deixant a Morvedre 800 genets i nombrosos infants, va marxar a Terol, però finalment Morvedre fou recuperada el 14 de setembre i la guarnició va passar al bàndol d'Enric de Castella, i poc més tard es recuperaria Sogorb, amb tot el Regne de València en amunt. mentre Oriola va quedar assetjada.